# Nyakyusa
I Nyakyusa (chiamati anche Sokile, Ngone o Nkone) sono un gruppo etnico bantu che vive nelle pianure e montagne della regione di Mbeya in Tanzania, e nella regione settentrionale del Malawi. Parlano la lingua nyakyusa, una delle lingue bantu. 
Storicamente, erano chiamati "Ngone" sotto il fiume Songwe nel Nyasaland britannico, e "Nyakyusa" sopra il fiume in territorio tedesco. I due gruppi erano identici per lingua e cultura, tanto che i tedeschi si riferivano alla regione di Nyakyusa a nord del fiume Songwe e al popolo come "Kone", almeno fino al 1935.
I Nyakyusa sono tradizionalmente agricoltori e allevatori, coltivando soprattutto platani, mais, miglio e fagioli per il sostentamento, mentre le moderne colture da reddito includono riso e caffè. Il lavoro nei campi viene equamente diviso tra uomini e donne, mentre sono esclusivamente gli uomini a occuparsi delle mandrie.